# Vermont/Athens
Vermont / I-105 – nadziemna stacja zielonej linii metra w Los Angeles. Stacja znajduje się nad Vermont Avenue w centralnej części Centrury Freeway na pograniczu South Los Angeles i miejscowości Athens.

## Godziny kursowania
Tramwaje zielonej linii kursują codziennie od około godziny 5:00 do 0:45

## Połączenia autobusowe
- Metro Local: 204, 206, 209
- Metro Rapid: 754
- Gardena transit: 2

## Galeria

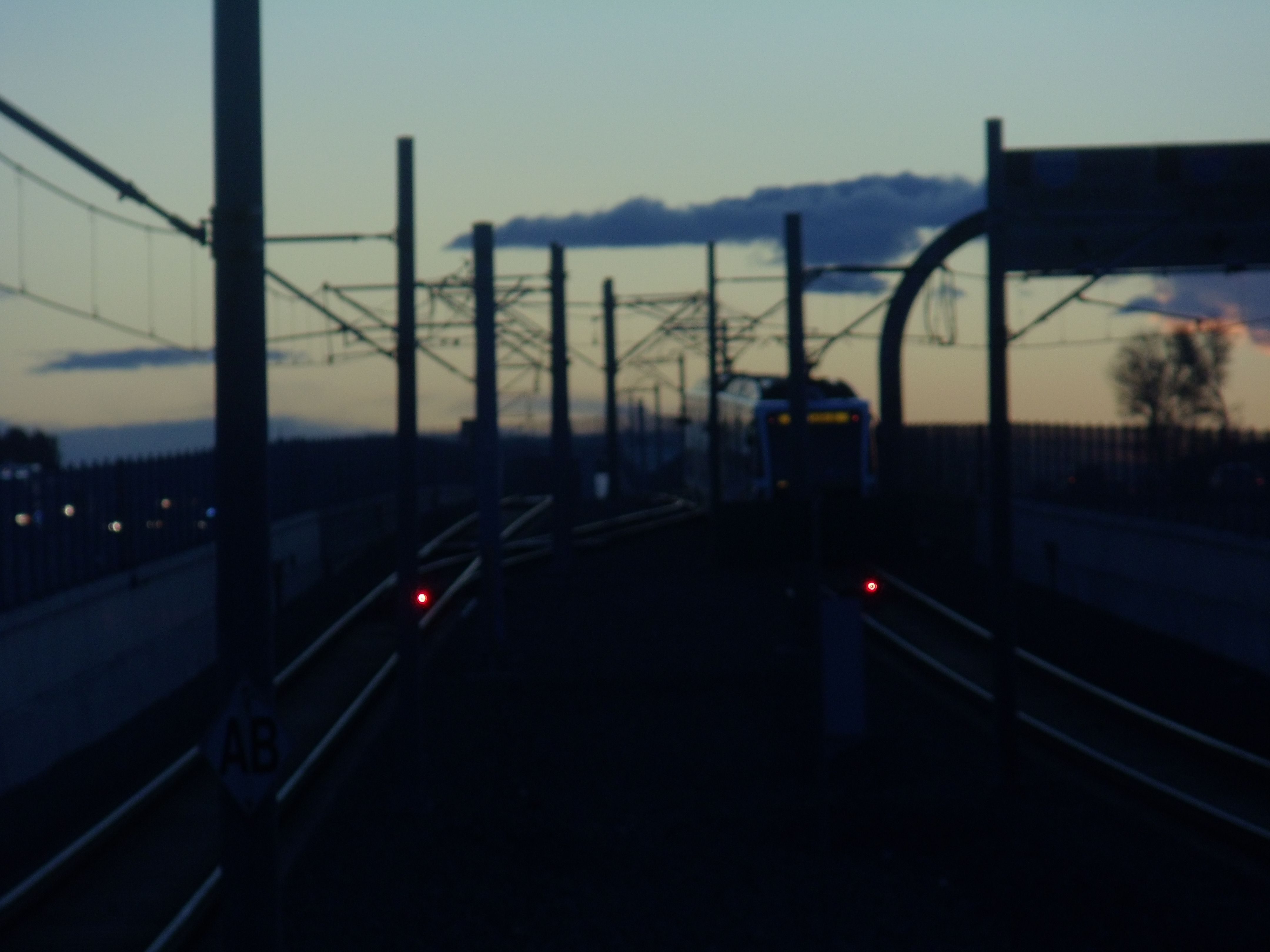
Trasa zielonej linii metra w kierunku następnej stacji Harbor Freeway
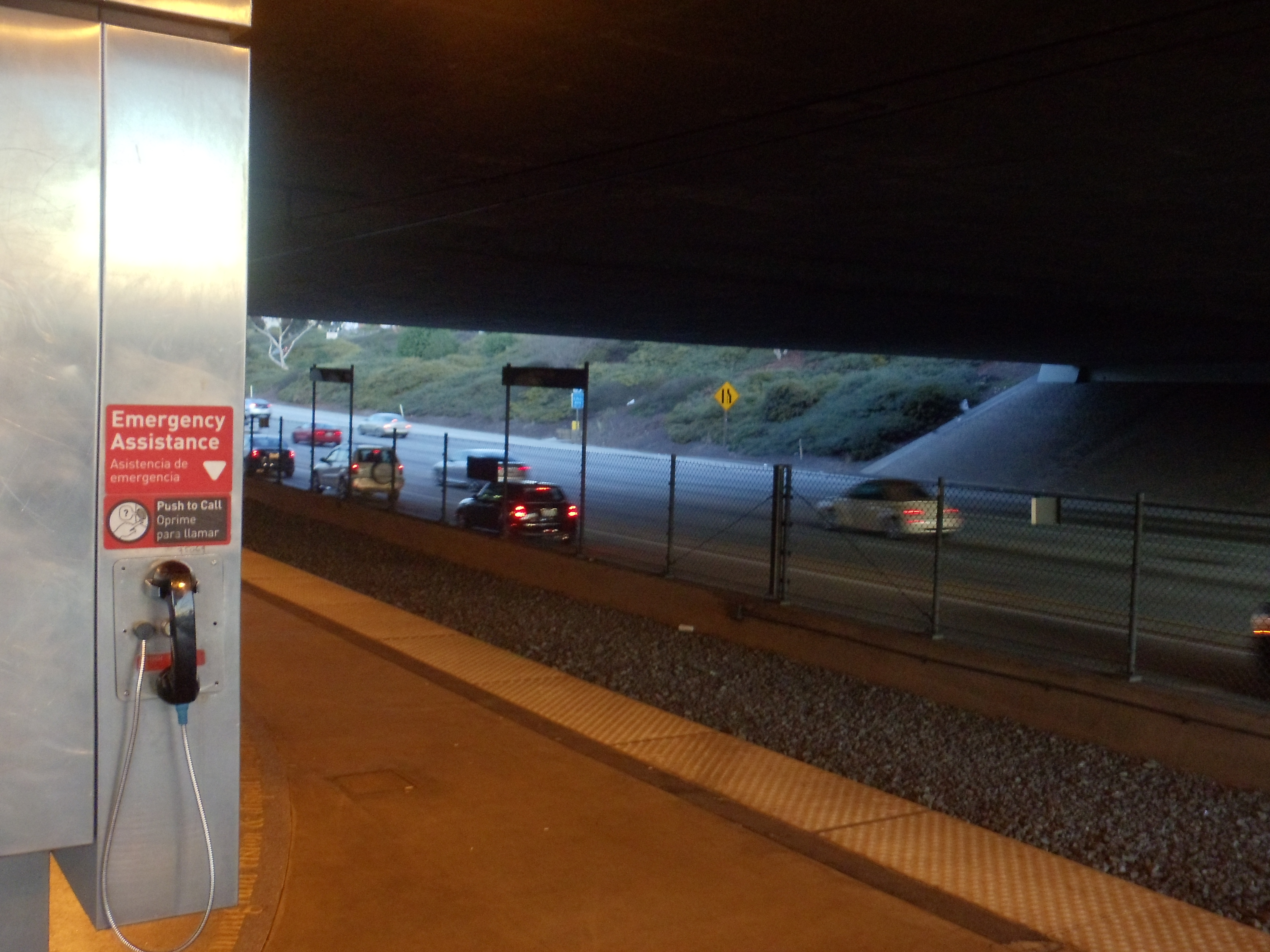
Peron stacji w kierunku zachodnim i automat telefoniczny do wzywania pomocy w nagłych wypadkach
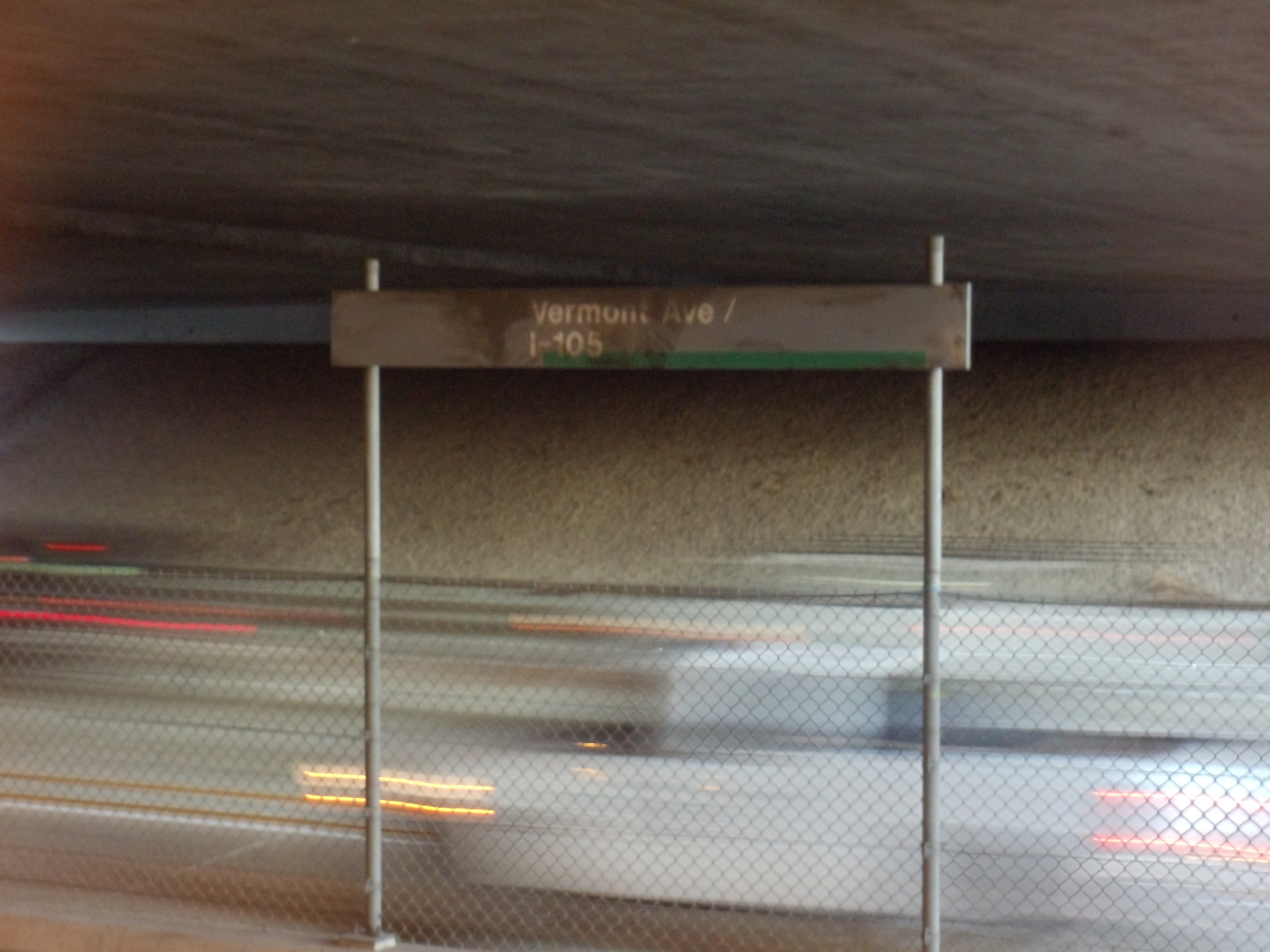
Znak stacji
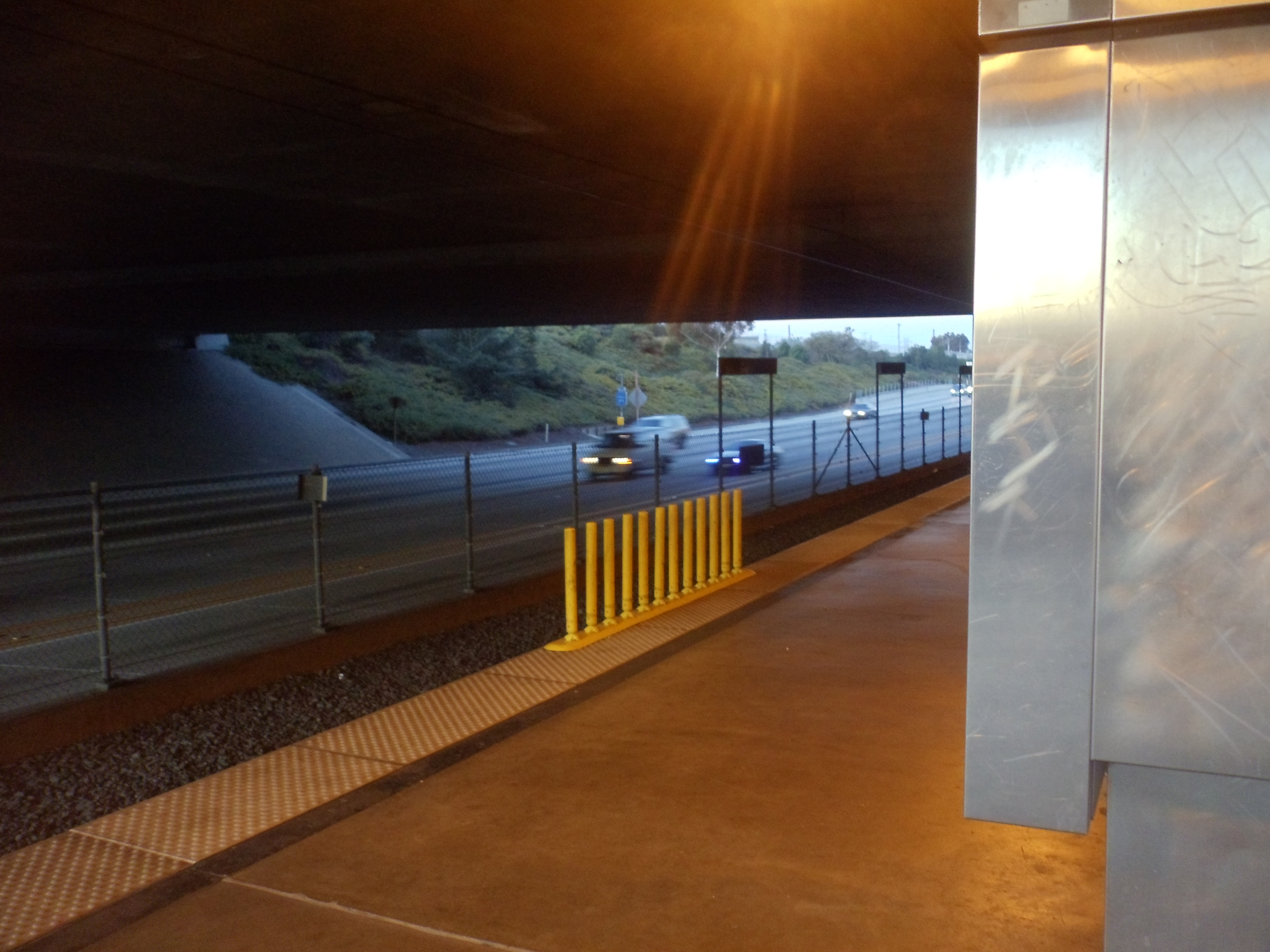
Peron stacji w kierunku wschodnim